# Arató Krisztián
Arató Krisztián (Budapest, 1971–) magyar fodrász mester.

## Pályafutása
Arató Krisztián az egyetlen magyar fodrász jelenleg, aki nemzetközi versenyben Világbajnoki helyezést ért el a 2008-ban a Chicagóban megrendezett OMC Világbajnokságon full fashion kategóriában. Modellje Papp Kata volt.
Tanulóéveit Ress Károlynál, majd Pappas Vaszilnál töltötte, és már igen korán versenyezni kezdett és kiemelkedő eredményeket ért el a hazai MFKE (Magyar Fodrász és Kozmetikus Egyesület) által rendezett versenyeken, valamint nemzetközi versenyeken is. Jelenleg a Magyar Fodrász Válogatott trénere.
Rendszeresen dolgoznak együtt Jacsó Dollyval, aki szintén kimagasló hazai és nemzetközi sikereket ért el smink és testfestés területén.
Krisztián Budapesten él, saját forrásszalonját vezeti.

## Szakmai tapasztalat és versenyeredmények az elmúlt 5 évből
- 2009. szeptember WorldSkills Calgary 2009, Kanada: szakértő, zsűri, tréner.
- 2008. november 16. Magyar Bajnokság – zsűri és zsűri elnök felnőtt és tanuló kategóriákban, női és férfi versenyszámokban.
- 2008. szeptember 13-15. OMC Rose D’Or Trophee de Paris – Európa Kupa, Párizs.: III. helyezés női full fashion kategóriában.[4]
- 2008. május A Magyar Fodrász és Kozmetikus Egyesület elnökségi tagjává választotta.
- 2008. március 1-3. OMC HairWorld 2008 Chicago – Fodrász Világbajnokság, Chicago. :OMC World Champion – női full fashion kategóriában 1. helyezést ért el, így Magyarország első fodrász világbajnoka lett. Az országok közötti csapatversenyben, férfi klasszikus kategóriában 5. helyezést ért el.
- 2007. április 13-15. VIII. Hair&Beauty Festival, Magyar Fodrász és Kozmetikus Nyílt Bajnokság és "ifj. Rónai László Emlékverseny", Pécs.: Klasszikus, fashion és full fashion kategóriákban I. helyezés, – kvalifikálta magát a HairWorld 2008 Chicago, Fodrász Világbajnokságra.
- 2006. OMC HairWorld 2006 Moscow – Fodrász Világbajnokság, Moszkva : Férfi fashion kategóriákban versenyzett, az országok közötti csapatversenyben 7. helyezést ért el.
- 2006. január Magyar Fodrász és Kozmetikus Bajnokság, Szeged Összetettben I. helyezést ért el.
- 2005. március Kézműves Kupa, Miskolc Szalon stílus hosszabb hajon: I. helyezés, divatos hajvágás: I. helyezés, összetett: I. helyezés.
- 2005 Országos Fodrász-Kozmetikus Bajnokság, Budapest Férfi fashion kategória: I. helyezés, összetett: I. helyezés.